# Faites de beaux rêves
Faites de beaux rêves est un roman de l'écrivain québécois Jacques Poulin.

## Résumé
L'histoire se situe au Grand Prix automobile du Canada au circuit Mont-Tremblant en 1970 et tourne autour de cinq personnages. Ce qui intéresse le lecteur n'est pas tant les péripéties du roman, mais bien la psychologie des personnages.